# تازه‌کنددیم

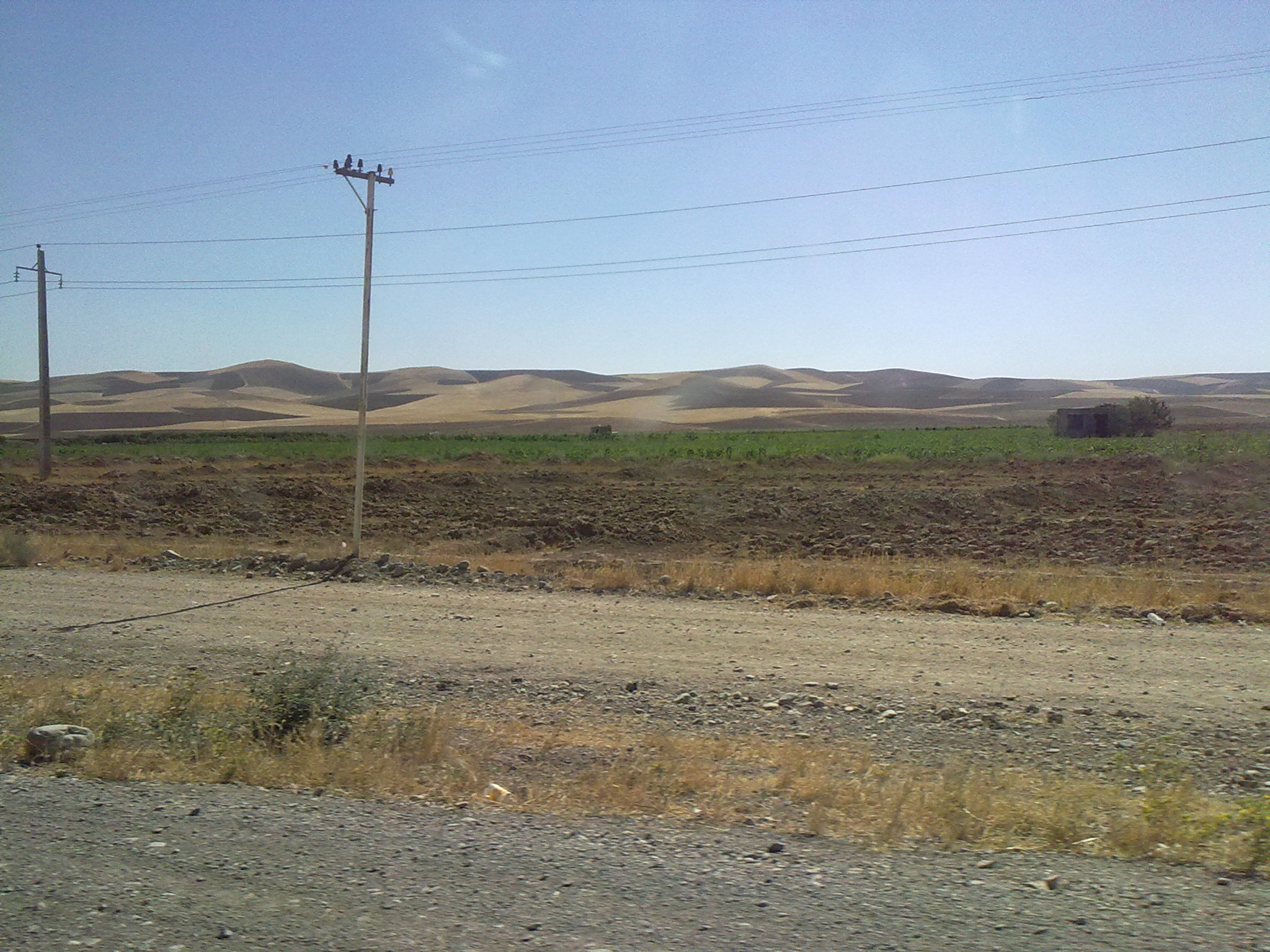
تصویر روستای تازه کنددیم

تازه‌کنددیم، روستایی از توابع شهرستان نقده در استان آذربایجان غربی ایران است.

## جمعیت
این روستا در دهستان حسنلو قرار دارد و براساس سرشماری مرکز آمار ایران در سال ۱۳۸۵، جمعیت آن ۴۰ نفر (۱۳ خانوار) بوده‌است.